# Oud-Griekse geografie
De oud-Griekse geografie begint in de tijd dat Grieken de Middellandse Zee en Zwarte Zee koloniseerden met autonome steden van omstreeks 800 tot 500 v.Chr. Dat gebeurde door (haven)steden zoals Korinthe en Milete bij kustgebieden waarlangs handel werd gedreven. De geografie werd aangevuld met filosofisch-theoretische ideeën, en werd verrijkt met nieuwe kennis door de campagnes van Alexander de Grote richting het Midden-Oosten.

## Vroegste gegevens
De vroegst bekende en mogelijk historische ontdekkingsreiziger is Colaeus van Samos die rond 650 v.Chr. voer naar de Zuilen van Hercules en terugkeerde met wonderbaarlijke verhalen en zilver. Meer reisverhalen volgden rond 530 v.Chr. Een anonieme zeevaarder van Massalia (Marseille) deed verslag van zijn kustreis (periplous) langs het Iberische schiereiland naar een fabelachtig Tartessos (aldus de Romeinse auteur Avienius), terwijl Euthumenes van Massalia zijn reis beschreef langs de westkust van Afrika.
Een eeuw later maakte de presocratische filosoof Anaximander van Milete (circa 580-520 v.Chr.) de eerste wereldkaart volgens geograaf en astronoom Eratosthenes. Het gebied rond de Indus werd eind zesde eeuw v.Chr. door Sculax verkend in opdracht van de Perzische koning Darius. Rond 500 v.Chr. maakte Hecataeus van Milete mede op grond van zijn reizen een beschrijving van alle bekende plaatsen en volkeren op een cirkelvormige landkaart met daaromheen de Oceanus. In 498 v.Chr. werd een dergelijke kaart gebruikt door de Milesische tiran Aristagoras (Herodotos 5.49). Het beeld van een platte aarde behoorde tot het denken van diverse presocratische filosofen, zoals Xenophanes van Colophon (eind zesde eeuw v.Chr.).

## Klassieke gegevens
Het eerste grote geografische werk is van Herodotus (vijfde eeuw v.Chr.). Hij verbindt geografie met etnografie, politiek en wonderbaarlijkheden. Hij wist dat de Kaspische Zee een groot meer was en vermeldde de zeereizen rondom Afrika in opdracht van farao Necho en door admiraal Sataspe. Bij hem verschijnt ook voor het eerst geografisch determinisme: het karakter van een volk wordt bepaald door het klimaat. Daarnaast geloofde hij nog in een platte aarde, waardoor het klimaat in het oosten 's ochtends warmer moest zijn, omdat de zon nog dichterbij stond. Zulk determinisme komt ook in andere bronnen voor.
Vanaf Herodotus verschenen meer geografische theorieën bij verschillende auteurs, zoals presocraten, die bijvoorbeeld neerslag, het zwellen van de Nijl in de zomer en het verdwijnen van de zon achter de horizon moesten verklaren. De pythagoreër Philolaus van Croton stelde als eerste dat de aarde wel rond moest zijn. Plato gaf van die bol een verdere beschrijving in Phaedo en Critias.
In de 4e eeuw v.Chr. verscheen de periplous, een beschrijving van kustgebieden voor zeevaarders. De eerst bekende is van Scylax, die tegen de klok in een uitgebreide kustbeschrijving geeft van de Middellandse Zee, de Zwarte Zee en de Atlantische kust van Afrika, met vermeldingen van regionaal te verkrijgen handelswaar. Een eerste universele geschiedenis van de wereld met daarin een geografische beschrijving van de wereld werd geschreven door Ephorus van Cyme (fl. 350-320 v.Chr.). Hierin is de aarde plat voorgesteld, met in elke windrichting een grote zuil aan de rand.
Ten tijde van Aristoteles is de theorie van de bolvormige aarde de standaard. Hij verwijst ernaar in de Over de hemel en Meteorologie (335-310 v.Chr.), geeft daarbij een inschatting van haar afmeting, en beschrijft tevens de theorie van de vijf klimaatzones: een tropische, twee polaire en twee gematigde zones daartussen. Die theorie gaat mogelijk terug op Parmenides of Eudoxus. De Middellandse Zee geldt als de diepste zee, en hoge bergketens liggen overal in het rond. Ook stelde Aristoteles dat het aardoppervlak langzaam verandert als gevolg van aarde- en waterverplaatsingen.

## Hellenistische gegevens
Met de veroveringstocht van Alexander de Grote komt meer informatie ter beschikking van de Grieken. Vier auteurs verschaften veel informatie over India, namelijk generaal Aristobulus van Cassandrea (vooral over biologie en geografie; bron voor Strabo), diplomaat Megasthenes (geschiedenis en geografie), admiraal Nearchus van Kreta (Indus, Tigris; deels overgeleverd via Arrianus), en Nearchus' luitenant Onesicritus van Astupalaea (die ook informatie gaf over Sri Lanka).

## Bron
- Irby-Massie, G.L. & P.T. Keyser. Greek Science of the Hellenistic Era: A Sourcebook. London: Routledge, 2001.

1. ↑  Irby-Massie & Keyser 2001, blz. 113-114.
2. ↑  Irby-Massie & Keyser 2001, blz. 114.